# Thrasychiroides brasilicus
Thrasychiroides brasilicus is een hooiwagen uit de familie Neopilionidae.